# Bruce El-Mesmari
Bruce El-Mesmari Sangochian (ur. 23 kwietnia 2002 w Cancún) – meksykański piłkarz pochodzenia ormiańskiego występujący na pozycji lewego skrzydłowego, od 2025 roku zawodnik Querétaro.
Jego pradziadkowie pochodzili z Armenii, skąd zbiegli przed ludobójstwem Ormian do Stanów Zjednoczonych, a następnie osiedlili się w Meksyku.